# Chen Yi (1997)
Pour les articles homonymes, voir Chen.
Chen Yi (en chinois : 陈怡) est une joueuse de hockey sur gazon chinoise.

## Biographie
Yi est née le 28 janvier 1997 dans la province de Sichuan.

## Carrière
Elle a fait partie de l'équipe nationale pour concourir aux Jeux olympiques de 2020 à Tokyo.